# Danh sách tiểu hành tinh: 27801–27900
| Tên                 | Tên đầu tiên | Ngày phát hiện       | Nơi phát hiện          | Người phát hiện                      |
| ------------------- | ------------ | -------------------- | ---------------------- | ------------------------------------ |
| 27801 -             | 1993 FS28    | 21 tháng 3 năm 1993  | La Silla               | UESAC                                |
| 27802 -             | 1993 FY30    | 19 tháng 3 năm 1993  | La Silla               | UESAC                                |
| 27803 -             | 1993 FU35    | 19 tháng 3 năm 1993  | La Silla               | UESAC                                |
| 27804 -             | 1993 FP38    | 19 tháng 3 năm 1993  | La Silla               | UESAC                                |
| 27805 -             | 1993 FJ40    | 19 tháng 3 năm 1993  | La Silla               | UESAC                                |
| 27806 -             | 1993 FS46    | 19 tháng 3 năm 1993  | La Silla               | UESAC                                |
| 27807 -             | 1993 FF49    | 19 tháng 3 năm 1993  | La Silla               | UESAC                                |
| 27808 -             | 1993 FT56    | 17 tháng 3 năm 1993  | La Silla               | UESAC                                |
| 27809 -             | 1993 HS1     | 20 tháng 4 năm 1993  | Kitami                 | K. Endate, K. Watanabe               |
| 27810 Daveturner    | 1993 OC2     | 23 tháng 7 năm 1993  | Palomar                | C. S. Shoemaker, D. H. Levy          |
| 27811 -             | 1993 OA7     | 20 tháng 7 năm 1993  | La Silla               | E. W. Elst                           |
| 27812 -             | 1993 OJ8     | 20 tháng 7 năm 1993  | La Silla               | E. W. Elst                           |
| 27813 -             | 1993 PS3     | 14 tháng 8 năm 1993  | Caussols               | E. W. Elst                           |
| 27814 -             | 1993 RR      | 16 tháng 9 năm 1993  | Kitt Peak              | Spacewatch                           |
| 27815 -             | 1993 SA1     | 16 tháng 9 năm 1993  | Kitami                 | K. Endate, K. Watanabe               |
| 27816 -             | 1993 TH2     | 15 tháng 10 năm 1993 | Kitami                 | K. Endate, K. Watanabe               |
| 27817 -             | 1993 TO17    | 9 tháng 10 năm 1993  | La Silla               | E. W. Elst                           |
| 27818 -             | 1993 TH24    | 9 tháng 10 năm 1993  | La Silla               | E. W. Elst                           |
| 27819 -             | 1993 TG27    | 9 tháng 10 năm 1993  | La Silla               | E. W. Elst                           |
| 27820 -             | 1993 TD34    | 9 tháng 10 năm 1993  | La Silla               | E. W. Elst                           |
| 27821 -             | 1993 TU34    | 9 tháng 10 năm 1993  | La Silla               | E. W. Elst                           |
| 27822 -             | 1993 UG1     | 19 tháng 10 năm 1993 | Palomar                | E. F. Helin                          |
| 27823 -             | 1993 UC8     | 20 tháng 10 năm 1993 | La Silla               | E. W. Elst                           |
| 27824 -             | 1993 UD8     | 20 tháng 10 năm 1993 | La Silla               | E. W. Elst                           |
| 27825 -             | 1993 VP      | 9 tháng 11 năm 1993  | Kiyosato               | S. Otomo                             |
| 27826 -             | 1993 WQ      | 22 tháng 11 năm 1993 | Nyukasa                | M. Hirasawa, S. Suzuki               |
| 27827 Ukai          | 1993 XJ1     | 9 tháng 12 năm 1993  | Nyukasa                | M. Hirasawa, S. Suzuki               |
| 27828               | 1994 AY2     | 12 tháng 1 năm 1994  | Kushiro                | S. Ueda, H. Kaneda                   |
| 27829 -             | 1994 BM4     | 21 tháng 1 năm 1994  | Kiyosato               | S. Otomo                             |
| 27830 -             | 1994 CK14    | 8 tháng 2 năm 1994   | La Silla               | E. W. Elst                           |
| 27831 -             | 1994 DF      | 18 tháng 2 năm 1994  | Oohira                 | T. Urata                             |
| 27832 -             | 1994 EW      | 10 tháng 3 năm 1994  | Kitt Peak              | Spacewatch                           |
| 27833 -             | 1994 PB4     | 10 tháng 8 năm 1994  | La Silla               | E. W. Elst                           |
| 27834 -             | 1994 PW13    | 10 tháng 8 năm 1994  | La Silla               | E. W. Elst                           |
| 27835 -             | 1994 PZ13    | 10 tháng 8 năm 1994  | La Silla               | E. W. Elst                           |
| 27836 -             | 1994 PQ16    | 10 tháng 8 năm 1994  | La Silla               | E. W. Elst                           |
| 27837 -             | 1994 PU16    | 10 tháng 8 năm 1994  | La Silla               | E. W. Elst                           |
| 27838 -             | 1994 PU20    | 12 tháng 8 năm 1994  | La Silla               | E. W. Elst                           |
| 27839 -             | 1994 PX20    | 12 tháng 8 năm 1994  | La Silla               | E. W. Elst                           |
| 27840 -             | 1994 PJ28    | 12 tháng 8 năm 1994  | La Silla               | E. W. Elst                           |
| 27841 -             | 1994 PS36    | 10 tháng 8 năm 1994  | La Silla               | E. W. Elst                           |
| 27842               | 1994 QJ      | 28 tháng 8 năm 1994  | Siding Spring          | R. H. McNaught                       |
| 27843 -             | 1994 RM3     | 5 tháng 9 năm 1994   | Kitt Peak              | Spacewatch                           |
| 27844 -             | 1994 TG1     | 2 tháng 10 năm 1994  | Kitami                 | K. Endate, K. Watanabe               |
| 27845 Josephmeyer   | 1994 TJ16    | 5 tháng 10 năm 1994  | Tautenburg Observatory | F. Börngen                           |
| 27846 Honegger      | 1994 TT16    | 5 tháng 10 năm 1994  | Tautenburg Observatory | F. Börngen                           |
| 27847               | 1994 UT      | 31 tháng 10 năm 1994 | Nachi-Katsuura         | Y. Shimizu, T. Urata                 |
| 27848               | 1994 UZ      | 31 tháng 10 năm 1994 | Nachi-Katsuura         | Y. Shimizu, T. Urata                 |
| 27849 Suyumbika     | 1994 UU1     | 29 tháng 10 năm 1994 | Zelenchukskaya         | T. V. Kryachko                       |
| 27850               | 1994 UD2     | 31 tháng 10 năm 1994 | Kushiro                | S. Ueda, H. Kaneda                   |
| 27851 -             | 1994 VG2     | 8 tháng 11 năm 1994  | Kiyosato               | S. Otomo                             |
| 27852 -             | 1994 WQ      | 25 tháng 11 năm 1994 | Oizumi                 | T. Kobayashi                         |
| 27853 -             | 1994 XA1     | 6 tháng 12 năm 1994  | Oizumi                 | T. Kobayashi                         |
| 27854 -             | 1994 YG1     | 28 tháng 12 năm 1994 | Oizumi                 | T. Kobayashi                         |
| 27855 Giorgilli     | 1995 AK      | 4 tháng 1 năm 1995   | Sormano                | A. Testa, F. Manca                   |
| 27856 -             | 1995 AX3     | 2 tháng 1 năm 1995   | Caussols               | E. W. Elst                           |
| 27857 -             | 1995 BZ      | 25 tháng 1 năm 1995  | Oizumi                 | T. Kobayashi                         |
| 27858 -             | 1995 BZ1     | 30 tháng 1 năm 1995  | Sudbury                | D. di Cicco                          |
| 27859 -             | 1995 BB2     | 29 tháng 1 năm 1995  | Oizumi                 | T. Kobayashi                         |
| 27860               | 1995 BV2     | 27 tháng 1 năm 1995  | Kushiro                | S. Ueda, H. Kaneda                   |
| 27861 -             | 1995 BL4     | 28 tháng 1 năm 1995  | Kitami                 | K. Endate, K. Watanabe               |
| 27862 -             | 1995 BJ5     | 23 tháng 1 năm 1995  | Kitt Peak              | Spacewatch                           |
| 27863 -             | 1995 DZ5     | 24 tháng 2 năm 1995  | Kitt Peak              | Spacewatch                           |
| 27864 Antongraff    | 1995 EA9     | 5 tháng 3 năm 1995   | Tautenburg Observatory | F. Börngen                           |
| 27865 Ludgerfroebel | 1995 FQ      | 30 tháng 3 năm 1995  | La Silla               | S. Mottola, E. Koldewey              |
| 27866 -             | 1995 FZ6     | 23 tháng 3 năm 1995  | Kitt Peak              | Spacewatch                           |
| 27867 -             | 1995 KF4     | 26 tháng 5 năm 1995  | Kitt Peak              | Spacewatch                           |
| 27868 -             | 1995 MY1     | 23 tháng 6 năm 1995  | Kitt Peak              | Spacewatch                           |
| 27869 -             | 1995 SR45    | 16 tháng 9 năm 1995  | Kitt Peak              | Spacewatch                           |
| 27870 Jillwatson    | 1995 VW      | 12 tháng 11 năm 1995 | Haleakala              | AMOS                                 |
| 27871 -             | 1995 VL15    | 15 tháng 11 năm 1995 | Kitt Peak              | Spacewatch                           |
| 27872 -             | 1995 WU7     | 28 tháng 11 năm 1995 | Oizumi                 | T. Kobayashi                         |
| 27873 -             | 1995 XP1     | 15 tháng 12 năm 1995 | Oizumi                 | T. Kobayashi                         |
| 27874 -             | 1995 YM1     | 21 tháng 12 năm 1995 | Oizumi                 | T. Kobayashi                         |
| 27875 -             | 1996 BL3     | 27 tháng 1 năm 1996  | Oizumi                 | T. Kobayashi                         |
| 27876 -             | 1996 BM4     | 24 tháng 1 năm 1996  | Socorro                | LINEAR                               |
| 27877 -             | 1996 BX4     | 16 tháng 1 năm 1996  | Kitt Peak              | Spacewatch                           |
| 27878 -             | 1996 CE1     | 11 tháng 2 năm 1996  | Oizumi                 | T. Kobayashi                         |
| 27879 Shibata       | 1996 CZ2     | 15 tháng 2 năm 1996  | Nanyo                  | T. Okuni                             |
| 27880 -             | 1996 EQ      | 14 tháng 3 năm 1996  | Sudbury                | D. di Cicco                          |
| 27881 -             | 1996 EC1     | 15 tháng 3 năm 1996  | Haleakala              | NEAT                                 |
| 27882 -             | 1996 EJ1     | 10 tháng 3 năm 1996  | Kitami                 | K. Endate, K. Watanabe               |
| 27883 -             | 1996 ET1     | 15 tháng 3 năm 1996  | Haleakala              | NEAT                                 |
| 27884 -             | 1996 EZ1     | 15 tháng 3 năm 1996  | Haleakala              | NEAT                                 |
| 27885 -             | 1996 ED2     | 15 tháng 3 năm 1996  | Haleakala              | NEAT                                 |
| 27886 -             | 1996 ER12    | 13 tháng 3 năm 1996  | Kitt Peak              | Spacewatch                           |
| 27887 -             | 1996 GU1     | 12 tháng 4 năm 1996  | Kitami                 | K. Endate, K. Watanabe               |
| 27888 -             | 1996 GG5     | 11 tháng 4 năm 1996  | Kitt Peak              | Spacewatch                           |
| 27889 -             | 1996 GR17    | 15 tháng 4 năm 1996  | La Silla               | E. W. Elst                           |
| 27890 -             | 1996 GG18    | 15 tháng 4 năm 1996  | La Silla               | E. W. Elst                           |
| 27891 -             | 1996 HY      | 20 tháng 4 năm 1996  | Oizumi                 | T. Kobayashi                         |
| 27892 -             | 1996 HG25    | 20 tháng 4 năm 1996  | La Silla               | E. W. Elst                           |
| 27893 -             | 1996 HK25    | 20 tháng 4 năm 1996  | La Silla               | E. W. Elst                           |
| 27894 -             | 1996 JU12    | 10 tháng 5 năm 1996  | Kitt Peak              | Spacewatch                           |
| 27895 Yeduzheng     | 1996 LL      | 6 tháng 6 năm 1996   | Xinglong               | Beijing Schmidt CCD Asteroid Program |
| 27896 -             | 1996 NB      | 13 tháng 7 năm 1996  | Modra                  | A. Galád, A. Pravda                  |
| 27897 -             | 1996 NF4     | 14 tháng 7 năm 1996  | La Silla               | E. W. Elst                           |
| 27898 -             | 1996 OS2     | 23 tháng 7 năm 1996  | Haleakala              | AMOS                                 |
| 27899 Letterman     | 1996 QF      | 18 tháng 8 năm 1996  | Sudbury                | D. di Cicco                          |
| 27900 Cecconi       | 1996 RM      | 7 tháng 9 năm 1996   | Sormano                | V. Giuliani, P. Chiavenna            |